# Tania Ghirshman

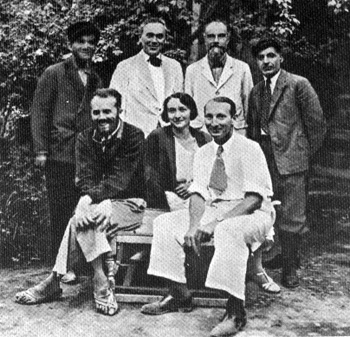
Tania (sentada, centro) y Roman Ghirshman (sentado, derecha) y su equipo de excavación en Tepe Sialk (1934)

Tania Ghirshman (1900-1984), cuyo nombre de nacimiento era Antoinette Levienne, fue una arqueóloga y restauradora francesa. Aunque primero fue dentista, se dedicó a la arqueología tras su matrimonio con Roman Ghirshman, con quien dirigió numerosas excavaciones en Irán y Afganistán, la más importante de ellas, la efectuada en la antigua ciudad de Susa. Adaptó sus habilidades en odontología a la restauración, y proporcionó ilustraciones y reproducciones para las publicaciones de su marido. Sus memorias, Archéologue malgré moi, fueron galardonadas con un premio Broquette-Gonin en literatura por la Academia Francesa en 1971.